# Yusif Mammadaliyev
Yusif Haydar oglu Mammadaliyev (azéri : Yusif Heydər oğlu Məmmədəliyev, né le 31 décembre 1905 – mort le 15 décembre 1961) est un chimiste azerbaïdjanais. Il a été membre de l'Académie nationale des sciences d'Azerbaïdjan et président de l'Académie nationale des sciences de la République socialiste soviétique d'Azerbaïdjan.

## Biographie
Yusif Haydar oglu Mammadaliyev naît le 31 décembre 1905 à Ordoubad.
En 1923, il étudie à Bakou. En 1926, après sa graduation, il enseigne au secondaire pendant 3 ans. En 1929, il fait des études en chimie à l'Université d'État de Moscou, auprès de personnes telles Nikolaï Zelinski et Alexis Balandine. Après sa graduation en 1932, il travaille dans une usine chimique de Moscou, puis est transféré en Azerbaïdjan.
À partir de 1934, il enseigne à l'Université d'État de Bakou. Il évolue au sein de la structure pour finalement devenir recteur en 1954, poste qu'il occupe jusqu'en 1958.
De 1947 à 1951, puis de 1958 à 1961, Yusif Haydar oglu Mammadaliyev est président de l'Académie des sciences d'Azerbaïdjan.

## Distinctions
Mammadaliyev a obtenu plusieurs distinctions telles l'ordre de Lénine, l'ordre du Drapeau rouge du Travail, l'ordre de la Gloire ainsi que plusieurs médailles.